# Termómetro de cristal líquido

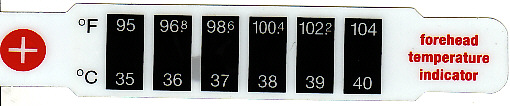
Termómetro de cristal líquido

Los termómetros de cristal líquido son un tipo de termómetros que funcionan con cristales líquidos termocrómicos (que cambian de color según la temperatura).
Suelen estar formados por cristal líquido encapsulado incrustado en una tira de plástico flexible y adhesiva. Esto permite que sean de menor peso, tamaño y más seguros (en comparación con los tradicionales, que poseen vidrio o mercurio), haciéndolos más prácticos.